# Абукирски залив
Абукирски залив (на арабски: خليج أبو قير‎) е залив на Средиземно море, разположен на брега на Египет, между град Абу Кир на запад и Розета и западния ръкав на Делтата на Нил на изток.
В Античността заливът е блатиста област с разположени в нея острови и днес на неговото дъно се намират останките на древните градове Канопос, Хераклейон и Менутис. Той е известен и с три сражения по време на Революционните войни през 1798, 1799, и 1801 година.